# Aiwo (okręg wyborczy)
Aiwo – jeden z ośmiu okręgów wyborczych Nauru. Swoim zasięgiem obejmuje dystrykt Aiwo. Z tego okręgu wybiera się 2 członków parlamentu.
Obecnymi reprezentantami Aiwo (po wyborach z roku 2013) w Parlamencie Nauru są Milton Dube i Aaron Cook. W przeszłości, okręg ten reprezentowali m.in.:
- David Agir[3],
- Itubwa Amram[4],
- Kinza Clodumar[5] (reprezentował też okręg Boe[6]),
- Raymond Gadabu[7],
- René Harris[8],
- Godfrey Thoma[9],
- Dantes Tsitsi[9],
- Edwin Tsitsi[5].